# Сигнальні молекули газоподібних речовин
Сигнальні молекули газоподібних речовин — малі молекули таких хімічних сполук, які при температурі тіла і нормальному атмосферному тиску перебувають в газоподібному агрегатному стані, і які виконують в організмі, тканині або клітині ті чи інші сигнальні функції, викликаючи своїм впливом в клітині, тканини або організмі ті чи інші фізіологічні або біохімічні зміни та / або беручи участь у регуляції і модуляції тих чи інших фізіологічних і біохімічних процесів. Деякі з сигнальних молекул газоподібних речовин утворюються ендогенно, тобто в самому організмі, клітині або тканини, деякі інші, як, наприклад, кисень, перебувають ззовні.
До сигнальних молекул газоподібних речовин належать, зокрема, монооксид азоту, монооксид вуглецю, сульфід водню і, можливо, деякі інші. Деякі сигнальні молекули газоподібних речовин, які утворюються ендогенно (в самому організмі) в літературі іноді називають «ендогенними газами» (на відміну від кисню, який надходить ззовні). Вживаються також терміни «газотрансміттери», «газомодулятори». Відносно деяких газоподібних речовин, а саме монооксиду азоту, монооксиду вуглецю та сульфіду водню на даний час (березень 2015 року) склався консенсус фахівців щодо правомірності їх зарахування як до «ендогенних газів», так і до газотрансміттерів. Існування деяких інших газоподібних речовин (таких, як, наприклад, закис азоту) в живому організмі (а не в пробірці з культурою тканини або з білками-ферментами і їх субстратами) у фізіологічних або патофізіологічних умовах і притому в фізіологічно релевантних концентраціях, та / або їх участь у регуляції тих чи інших фізіологічних процесів (тобто їх фізіологічне значення і сигнальна функція) піддається сумніву або точно не встановлено, або визнається не всіма авторами, і ці речовини розглядаються, скоріше, як «потенційні кандидати в ендогенні гази» або «потенційні кандидати в газотрансміттери», «потенційні кандидати в сигнальні молекули газоподібних речовин». При цьому у різних авторів списки «потенційних кандидатів у ендогенні гази» або «потенційних кандидатів у газотрансміттери / сигнальні молекули газоподібних речовин» різняться. Так, наприклад, Л. Лі та P. K. Мур в своїй статті від 2007 року називають серед потенційних кандидатів у ендогенні гази аміак, ацетальдегід, оксид сірки (IV) і закис азоту. Інший вчений, Руї Ван, у статті від 2014 називає серед потенційних кандидатів у газотрансміттери метан і аміак, але не згадує сірчистий газ або ацетальдегід.
Деякі сигнальні молекули газоподібних речовин є загальними для всіх або декількох царств, тобто грають сигнальну роль і у людини і тварин, і у рослин, і у ряду видів прокаріотів. Деякі ж, навпаки, мають важливе фізіологічне сигнальне значення для, наприклад, рослин (як приклад — етилен), але утворюються в дуже малих кількостях і, мабуть, не відіграють якоїсь суттєвої фізіологічної ролі у людини і тварин, і навпаки. Тому розглядати передачу біологічних сигналів за допомогою сигнальних молекул газоподібних речовин має сенс тільки роздільно по царствам.

## Поняття про газотрансміттери
Газотрансміттерами називають деякі з сигнальних молекул газоподібних речовин, що синтезуються в організмі людини і тварин . Традиційно до газотрансміттерів зараховують монооксид азоту, монооксид вуглецю, сульфід водню.
Саме вищезазначені гази (NO, CO, H2S) мають багато спільного у виконуваних ними фізіологічних функціях, проте виконують свою роль досить унікальним чином, що відрізняє їх від «класичних» сигнальних молекул організму людини і тварин, таких, як гормони, цитокіни або нейромедіатори типу адреналіну і ацетилхоліну. 
Вперше ідея про те, що газоподібна речовина може надавати пряму дію на відомі фармакологічні рецепторні мішені і, таким чином, діяти як нейромедіатор, була висунута в 1981 році на підставі клінічних спостережень за дією закису азоту. Експерименти в пробірці підтвердили ці спостереження, які пізніше були підтверджені іншою дослідницькою групою на морських свинках.
Концепція «газотрансміттерів» і відповідна термінологія, а також критерії, що дозволяють зарахувати ті чи інші з сигнальних молекул газоподібних речовин до «газотрансміттерів» була вперше запропонована в 2002 році. Згідно запропонованим критеріям, для того, щоб молекули якоїсь ендогенної газоподібної речовини могли зараховуватися до «газотрансміттерів» для них повинні виконуватися наступні умови:
1. Це мала молекула речовини, яка є газоподібною при температурі тіла і нормальному атмосферному тиску;
2. Молекули цієї речовини здатні легко проникати крізь біологічні мембрани. Внаслідок цього ефекти газотрансміттерів не зобов'язані залежати від впливу на вже відомі мембранні рецептори. Газотрансміттери можуть надавати ендокринні, паракрінні або аутокрінні ефекти. Зокрема, в ендокринному режимі газотрансміттери можуть виділятися в кров у місці їх виробництва, переноситися з током крові, захоплюватися транспортними білками (білками-переносниками), такими, як гемоглобін, доставлятися до віддалених органів і тканин-мішеней, і там звільнятися, модулюючи функції клітин органу або тканини-мішені, віддаленої від місця первісного утворення молекул газотрансміттеру;
3. Ця газоподібна речовина утворюється ендогенно (тобто в самому організмі), а не надходить ззовні, причому утворюється ензиматичним, ферментативним шляхом (тобто в результаті певних, добре відомих, вивчених і описаних ферментативних реакцій), а кількість цієї речовини контролюється і регулюється організмом;
4. Ця газоподібна речовина має чітко визначені специфічні фізіологічні функції в фізіологічно релевантних (тобто таких що зустрічаються в нормі в організмі) концентраціях. Таким чином, зміна ендогенних рівнів цього газу в результаті тих чи інших зовнішніх впливів викликає певні специфічні фізіологічні та біохімічні зміни;
5. Ендогенні фізіологічні функції, виконувані цією газоподібною сигнальною молекулою — «газотрансміттером», та викликані їм фізіологічні та біохімічні зміни у функціонуванні організму — можуть бути імітовані введенням його газоподібного аналога в організм ззовні, в фізіологічно релевантних концентраціях;
6. Внутрішньоклітинні фізіологічні та біохімічні ефекти газотрансміттеру можуть здійснюватися як безпосередньо, так і через ті чи інші системи вторинних посередників, проте повинні мати специфічні клітинні, субклітинні та / або молекулярні мішені.

У 2011 році була заснована Європейська мережа досліджень в області газотрансміттерів (ENOG). Метою існування цієї організації є заохочення досліджень у галузі біологічної ролі ендогенно утворених монооксиду азоту, монооксиду вуглецю, сульфіду водню як газотрансміттерів з метою кращого розуміння цієї ролі і встановлення специфічної ролі кожного з них як у підтримці здоров'я, так і в патологічних станах. Крім того, ця організація також ставить однією зі своїх цілей перетворення базових знань в галузі біохімії та фізіології газотрансміттерів в практично придатні терапевтичні та клініко-діагностичні інструменти.
Не всі з відомих ендогенних газів є газотрансміттерами: не для всіх існуючих в організмі ендогенних газоподібних сполук виконуються всі перераховані вище умови. Зокрема, не для всіх з них показана роль у передачі внутрішньоклітинних або міжклітинних сигналів та / або в регуляції тих чи інших фізіологічних функцій. Також не для всіх з них показано утворення в клітинах самого організму людини або тварини (деякі з них, як вважають, утворюються переважно або виключно мікрофлорою кишечника, що, втім, не скасовує того, що вони можуть частково всмоктуватися в кров і можуть давати ті чи інші фізіологічні ефекти, тобто можуть не бути фізіологічно нейтральними; для деяких доведено утворення в пробірці — в культурі тканини або при взаємодії ферменту з субстратом, але не доведено утворення в живому організмі та / або істотне фізіологічне значення їх концентрацій у крові). Таким чином, термін «ендогенні гази» значно ширше терміна «газотрансміттери». Нижче розглядається біологічна роль тільки тих газів, які або є загальновизнаними сигнальними молекулами газоподібних речовин, або запропоновані будь-ким з авторів як потенційні кандидати у сигнальні молекули газоподібних речовин.

## Монооксид азоту
Монооксид азоту (NO) є одним із небагатьох відомих газотрансміттерів і, крім того, є також хімічно високореактивним вільним радикалом, здатним виступати як в ролі окиснювача, так і в ролі відновника. Монооксид азоту є ключовим вторинним посередником в організмах хребетних і відіграє важливу роль у міжклітинній та внутрішньоклітинній передачі сигналу і, як наслідок, у безлічі біологічних процесів  . Відомо, що монооксид азоту виробляється практично всіма типами живих організмів, від бактерій, грибів і рослин, до клітин тварин.
Монооксид азоту спершу був виявлений під ім'ям ендотеліального судинорозширювального фактора (хімічна природа якого тоді ще була не відома). Він синтезується в організмі з аргініну за участю кисню і НАДФН ферментом синтазою оксиду азоту . Відновлення неорганічних нітратів також може бути використано для виробництва організмом монооксиду азоту . Ендотелій кровоносних судин використовує цю сполуку як сигнал оточуючим гладком'язовим клітинам розслабитися, що призводить до вазодилатації і збільшення кровотоку. Монооксид азоту є високореактивним вільним радикалом з часом життя близько декількох секунд, але при цьому має високу здатність до проникнення крізь біологічні мембрани. Це робить монооксид азоту ідеальною сигнальною молекулою для короткочасного аутокринного (всередині клітини) або паракрінного (між близько розташованими або сусідніми клітинами) обміну сигналами.

## Монооксид вуглецю
Ендогенний монооксид вуглецю (CO) виробляється в нормі клітинами організму людини і тварин і відіграє роль сигнальної молекули . Він може грати фізіологічну роль в організмі, зокрема, бути нейротрансмиттером і викликати вазодилатацію . Зважаючи на роль ендогенного монооксиду вуглецю в організмі, порушення його метаболізму пов'язують з різними захворюваннями, такими, як нейродегенеративні захворювання, атеросклероз кровоносних судин, гіпертонічна хвороба, серцева недостатність, різні запальні процеси .
Монооксид вуглецю утворюється в організмі в процесі окисного руйнування протогема IX ферментом гемоксигеназою (EC 1.14.99.3) . У свою чергу, протогем IX утворюється в процесі руйнування гема з гемоглобіну і міоглобіну, а також інших гемових білків, таких, як цитохром. Гемоксигеназа руйнує протогем IX за допомогою окисного руйнування його α-метинового містка. При цьому, крім монооксиду вуглецю, утворюються також білівердин і вільне іонізоване залізо (II). Білівердин надалі перетворюється в білірубін за допомогою ферменту білівердинредуктази. У ссавців відомі мінімум три ізоформи гемоксигенази, відповідальних за руйнування гему — HO-1, HO-2 і HO-3. При цьому ізоформа HO-1 є індукованою, і її експресія й активність підвищуються у відповідь на ті чи інші стресорні впливи, а ізоформа HO-2 є конституційно активною. Ізоформа HO-3, виявлена порівняно недавно, ще повністю не охарактеризована, і її порівняльна роль в окислювальному руйнуванні гема у фізіологічних і патологічних умовах остаточно не з'ясована. Однак відомо, що константа Міхаеліса по відношенню до протогема IX для ізоформи HO-3 вище, ніж для двох інших ізоформ. Різноманітні стресорні впливи, такі, як дія прозапальних цитокінів, гіпоксія, утворення вільних радикалів, підвищений вміст в крові або тканинах вільного гема або іонів важких та перехідних металів є індукторами гемоксигенази-1. Регуляція транскрипції гена гемоксигенази-1 досить складна.

## Сульфід водню
Ендогенний сульфід водню (H2S) виробляється в невеликих кількостях клітинами ссавців і виконує ряд важливих біологічних функцій, в тому числі сигнальну , . Це третій з відкритих газотрансміттерів (після монооксиду азоту і монооксиду вуглецю).
Подібно до монооксиду азоту і монооксиду вуглецю, ендогенний сульфід водню є спазмолітиком (розслабляє гладенькі м'язи) і вазодилятатором. Він також проявляє активність у ЦНС, де підвищує NMDA-опосередковану нейротрансмісію і сприяє довготривалому запам'ятовуванню інформації
Ендогенний сульфід водню утворюється в організмі під час обміну сірковмісних амінокислот за допомогою ферментів цистатіонін-β-синтази та цистатіонін-γ-ліази. Ще один шлях утворення цієї сигнальної молекули залучає фермент 3-меркаптопіруватсульфотрансферазу. .
Під час катаболізму сульфід водню окиснюється до сульфіту в мітохондріях за допомогою ферменту тіосульфатредуктази. Сульфіт надалі окиснюється до тіосульфату і сульфату ферментом сульфітоксидазою. Сульфати, як кінцевий продукт метаболізму, виводяться з сечею .
Завдяки властивостям, подібним до властивостей монооксиду азоту (але без його здатності утворювати пероксинітрит, реагуючи з супероксидом), ендогенний сульфід водню вважається зараз одним з важливих факторів, що захищають організм від серцево-судинних захворювань. Відомі кардіопротектівні властивості часнику пов'язані з катаболізмом полісульфідних груп алліцину з утворенням сульфіду водню, причому ця реакція каталізується за допомогою глутатіону.
Хоча і монооксид азоту, і сульфід водню здатні розслабляти м'язи і викликати вазодилатацію, їх механізми дії є  різними. У той час як монооксид азоту активує фермент гуанілатциклазу , сульфід водню активує АТФ-чутливі калієві канали в гладком'язових клітинах . Дослідникам до теперішнього часу невідомо, як розподіляються фізіологічні ролі в регулюванні тонусу судин між монооксидом азоту, монооксидом вуглецю і сульфідом водню. Однак існують деякі дані, що дозволяють припустити, що монооксид азоту в фізіологічних умовах в основному розширює великі судини, в той час як сульфід водню відповідальний за аналогічне розширення дрібних кровоносних судин.
Останні дослідження демонструють, що вазодилатуючі, спазмолітичні, протизапальні і цитопротективні властивості цих газів взаємозалежні, і таким чином вказують на наявність конвергенції сигнальних шляхів монооксиду азоту і сульфіду водню. Крім того, показано, що сульфід водню здатний реагувати з внутрішньоклітинними S-нітрозотіолами, в результаті чого утворюється найменший можливий S-нітрозотіол — HSNO. Це змушує припускати, що сульфід водню залучений до контролю за рівнем внутрішньоклітинного вмісту S-нітрозотіолів. 
Подібно монооксиду азоту, сульфід водню відіграє роль у розширенні судин статевого члена, необхідному для здійснення ерекції, що створює нові можливості для терапії еректильної дисфункції за допомогою тих чи інших засобів, що підвищують продукцію ендогенного сульфіду водню.